# El Plan, Puebla
El Plan är en ort i Mexiko.   Den ligger i kommunen Hermenegildo Galeana och delstaten Puebla, i den sydöstra delen av landet, 160 km nordost om huvudstaden Mexico City. El Plan ligger 896 meter över havet och antalet invånare är 454.
Terrängen runt El Plan är kuperad åt nordost, men åt sydväst är den bergig. Runt El Plan är det ganska tätbefolkat, med 124 invånare per kvadratkilometer. Närmaste större samhälle är Olintla, 7,5 km öster om El Plan. Omgivningarna runt El Plan är en mosaik av jordbruksmark och naturlig växtlighet.